# Oración de Jesús

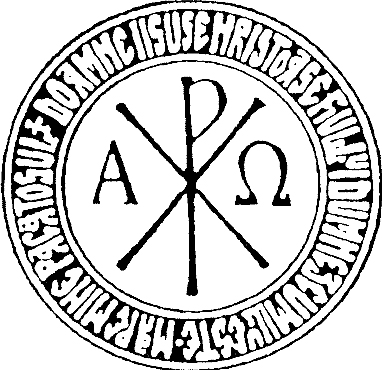
Cristograma con la oración de Jesús en rumano: Doamne Iisuse Hristoase, Fiul lui Dumnezeu, miluieşte-mă pe mine păcătosul.

La oración de Jesús (en griego: προσευχὴ τοῦ Ἰησοῦ, romanizado: prosefchí tou iisoú), oración del nombre de Jesús, oración del corazón o simplemente La oración, es una breve oración formulaica practicada y venerada especialmente en las iglesias orientales: «Señor Jesucristo, Hijo de Dios, ten piedad de mí, que soy pecador». La oración ha sido ampliamente enseñada y discutida a lo largo de la historia de la Iglesia Ortodoxa. La forma antigua y original no incluía las palabras «que soy pecador», que se añadieron posteriormente. A menudo se repite continuamente como parte de la práctica ascética personal, siendo su uso una parte integral de la tradición eremítica de la oración conocida como hesicasmo. Los padres espirituales de esta tradición (véase Filokalia) estiman especialmente esta oración como un método para limpiar y abrir la mente y después el corazón (kardia) y dando lugar, en primer lugar, a la Oración de la Mente o, más correctamente, a la Oración Noética (Νοερά Προσευχή) y después a la Oración del Corazón (Καρδιακή Προσευχή). La Oración del Corazón se considera la Oración Incesante que el Apóstol Pablo defiende en el Nuevo Testamento. Teófanes el Recluso consideraba la Oración de Jesús más fuerte que todas las demás oraciones en virtud del poder del Santo Nombre de Jesús.
Aunque se le identifica más con el cristianismo oriental, la oración se encuentra en el cristianismo occidental en el catecismo de la Iglesia Católica. También se utiliza junto con la reciente innovación de las cuentas de oración anglicanas.
La teología ortodoxa oriental de la Oración de Jesús enunciada en el siglo XIV por Gregorio Palamás fue generalmente rechazada por los teólogos de la Iglesia latina hasta el siglo XX. El Papa Juan Pablo II calificó a Gregorio Palamás de santo, gran escritor y autoridad en teología.  También habló con aprecio del hesicasmo como «esa profunda unión de la gracia que a la teología oriental le gusta describir con el término particularmente poderoso de 'theosis', 'divinización'», y comparó la calidad meditativa de la Oración de Jesús con la del Rosario católico.

## Orígenes
La oración tiene su origen en el desierto egipcio, donde se asentaron los Padres del Desierto y las Madres del Desierto en el siglo V. Se encontró inscrita en las ruinas de una celda de esa época en el desierto egipcio.
Una fórmula similar a la forma estándar de la Oración de Jesús se encuentra en una carta atribuida a Juan Crisóstomo, que murió en el año 407. Esta «Carta a un abad» menciona que las fórmulas «Señor Jesucristo, hijo de Dios, ten piedad» y «Señor Jesucristo, hijo de Dios, ten piedad de nosotros» son utilizadas como oración incesante. Sin embargo, algunos consideran esta carta dudosa o espuria y la atribuyen a un escritor desconocido de fecha desconocida.
La que puede ser la primera referencia explícita a la Oración de Jesús en una forma similar a la que se utiliza hoy en día se encuentra en el Discurso sobre Abba Filimón de la Filocalia. Filimón vivió alrededor del año 600 d. C. La versión citada por Filimón es: «Señor Jesucristo, Hijo de Dios, ten piedad de mí», lo que parece ser la primera fuente que cita esta versión estándar. Aunque la oración en sí ya se utilizaba en esa época, John S. Romanides afirma que «seguimos buscando en los Padres el término 'oración de Jesús'».
Una idea similar se recomienda en La escalera del divino ascenso de Juan Clímaco (circa 523-606), quien recomienda la práctica regular de un monologistos, u «Oración de Jesús» de una sola palabra. El uso de la Oración de Jesús según la tradición de la Filocalia es el tema del clásico espiritual ruso anónimo del siglo XIX Relato de un peregrino ruso, también en su forma original, sin la adición de las palabras «que soy pecador».
Aunque la Oración de Jesús se ha practicado a lo largo de los siglos como parte de la tradición oriental, en el siglo XX comenzó a utilizarse también en algunas iglesias occidentales, incluidas algunas iglesias católicas y anglicanas.

## Descripción y uso
La oración de Jesús es una técnica cristiana ortodoxa de oración típica de la escuela del hesicasmo y perfeccionada por los stárets. Ha sido usada, enseñada y discutida a través de la historia del cristianismo oriental. Ella refleja la enseñanza dada por Jesús de Nazaret en la parábola del fariseo y del publicano (Lucas; 18:10-14), así como también la oración “¡Señor, sálvame!” dicha por Pedro a Jesucristo mientras Pedro se hundía en el Mar de Galilea (Mateo; 14:30).
Se puede repetir muchas veces como parte de una práctica ascética personal. Con frecuencia se hace con la ayuda del cordón de oración. También se puede acompañar la oración con postraciones y con la señal de la cruz.
La extensión de la oración puede variar desde el simple “Señor, ten misericordia” hasta el “Señor Jesucristo, Hijo de Dios, ten misericordia de mí, pecador”. En el Monte Athos se prefiere el “Señor Jesucristo, Hijo de Dios, ten misericordia de mí”
Los monásticos frecuentemente la usan cientos de veces cada noche como parte de su disciplina. De esa manera, y con la guía de un anciano, el practicante trata de interiorizar la oración y cumplir con la exhortación dada por San Pablo a los tesalonicenses sobre el “Orad constantemente” (Primera Epístola a los Tesalonicenses; 5:17).

## Práctica
La práctica de la Oración de Jesús está integrada en la ascesis mental, física y espiritual emprendida por el monástico ortodoxo en la práctica del hesicasmo. Sin embargo, la Oración de Jesús no se limita sólo a la vida monástica o al clero. Cualquier persona puede practicar esta oración, laicos y clérigos, hombres, mujeres y niños.

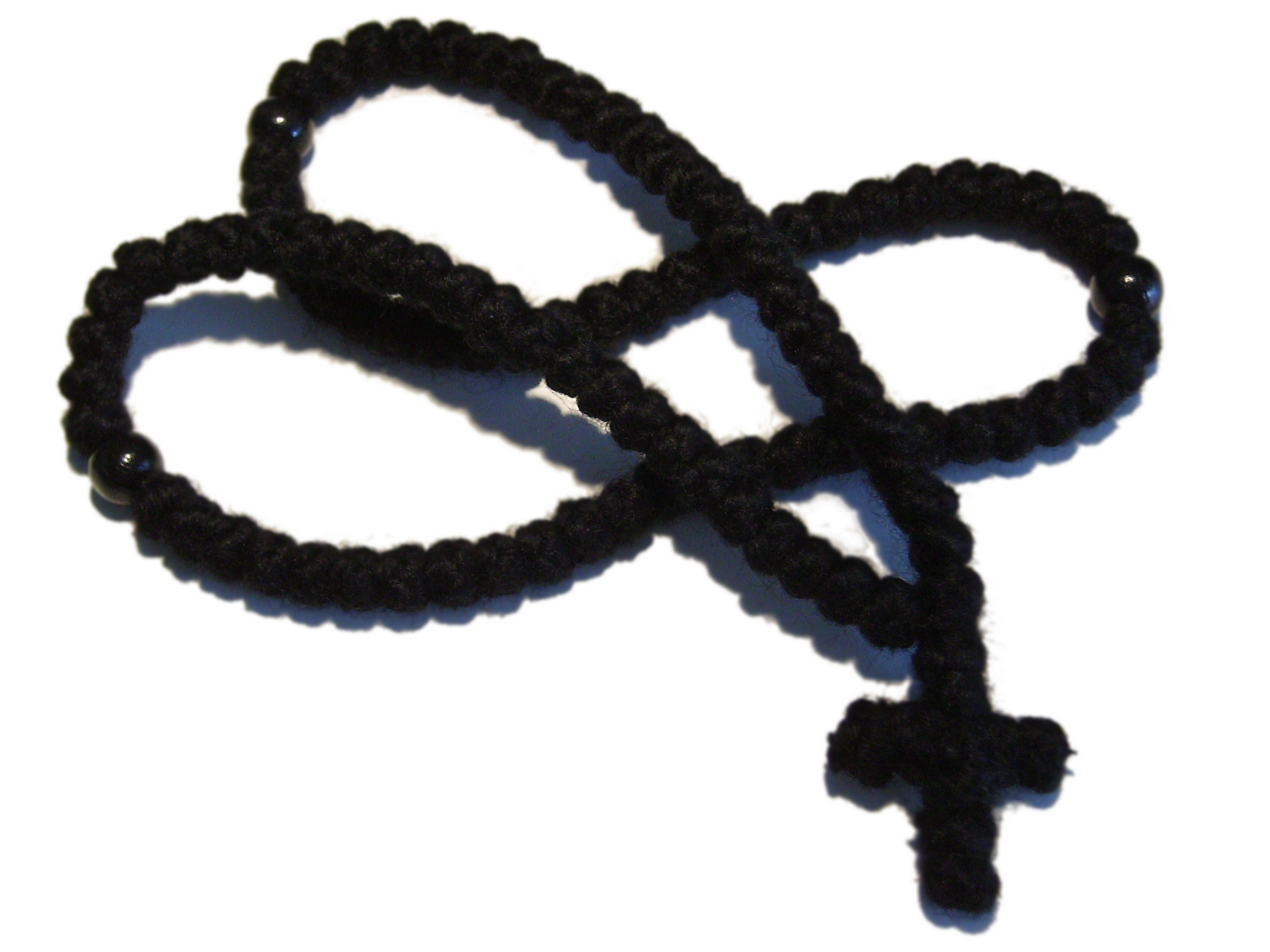
Cordón de oración ortodoxo oriental

En la tradición oriental, la oración se pronuncia o reza repetidamente, a menudo con la ayuda de un cordón de oración (ruso: чётки, romanizado: chotkien ruso: чётки, romanizado: chotki; griego: en griego: κομποσκοίνι, romanizado: komboskíni), que es un cordón, generalmente de lana o seda, atado con muchos nudos. Los cordones de oración suelen tener 33, 50, 100 o 300 nudos (o, de manera más general, un número fácilmente divisible). La persona que reza la oración dice una repetición por cada nudo. Puede ir acompañada de postraciones y de la señal de la cruz, señalada por cuentas ensartadas en el cordón de oración a intervalos. El cordón de oración es «una herramienta de oración» y una ayuda para los principiantes o para quienes tienen dificultades para practicar la Oración. Sin embargo, incluso los practicantes más avanzados siguen utilizando cordones de oración.

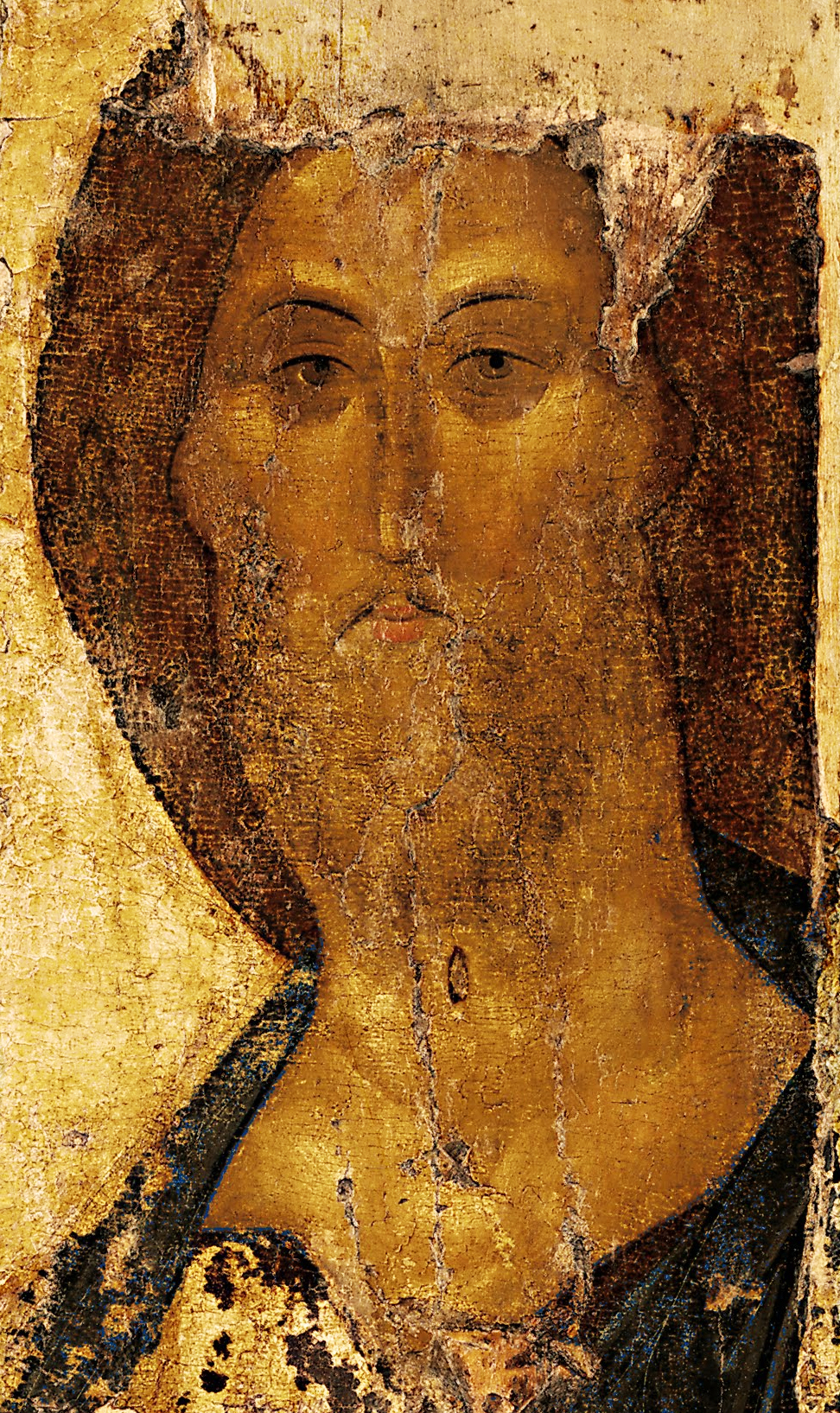
Cristo Redentor de Andréi Rubliov (c. 1410, Galería Tretiakov, Moscú)

La Oración de Jesús puede practicarse bajo la dirección y supervisión de un guía espiritual (pneumatikos, πνευματικός), y/o Stárets, especialmente cuando se incorporan técnicas psicosomáticas (como la respiración rítmica). La persona, que actúa como un «padre» espiritual y consejero, puede ser un funcionario certificado por el Confesor de la Iglesia (Pneumatikos Exolmologitis) o a veces un monje con experiencia espiritual (llamado en griego Gerontas (Anciano) o en ruso Stárets). Tal persona también puede ser un laico, normalmente un «teólogo práctico» (es decir, una persona bien versada en teología ortodoxa pero sin credenciales oficiales, certificados, diplomas, etc.).

### Técnicas
No hay reglas fijas para los que rezan, «al igual que no hay ninguna técnica mecánica, física o mental que pueda obligar a Dios a mostrar su presencia» (Metropolitano Kallistos Ware).
En El peregrino ruso, el peregrino aconseja: «mientras inspiras, di, o imagínate diciendo, 'Señor Jesucristo', y mientras vuelves a respirar, 'ten piedad de mí'». Otra opción es decir (oralmente o mentalmente) toda la oración mientras se inspira y de nuevo toda la oración mientras se espira. También se puede mantener la respiración durante unos segundos entre la inspiración y la espiración.
Los monjes pueden rezar esta oración muchos cientos de veces cada noche como parte de su vigilia privada en la celda («regla de la celda»). Bajo la guía de un anciano (en ruso Stárets; en griego Gerondas), el monje se propone interiorizar la oración, de modo que rece de manera incesante. Diadokos de Fotiki se refiere en Sobre el conocimiento y la discriminación espiritual a la repetición automática de la Oración de Jesús, bajo la influencia del Espíritu Santo, incluso en el sueño. Este estado es considerado como el cumplimiento de la exhortación del apóstol Pablo a los tesalonicenses de «orar sin cesar» (1 Tesalonicenses 5:17).
La Oración de Jesús puede utilizarse para una especie de autoanálisis «psicológico». Según el relato de El peregrino ruso y de los practicantes del Monte Athos de la Oración de Jesús, «se puede tener una idea de la situación psicológica propia actual observando la entonación de las palabras de la oración, mientras se recitan. Qué palabra se acentúa más. Este autoanálisis podría revelar a la persona que reza cosas sobre su estado interior y sentimientos, tal vez aún no notados, de su inconsciencia»:

Mientras se reza la Oración de Jesús, se puede notar que a veces la palabra «Señor» se pronuncia más fuerte, más acentuada, que las otras, como: Señor Jesucristo, (Hijo de Dios), ten piedad de mí, (que soy pecador). En este caso, afirman, significa que nuestro interior es actualmente más consciente del hecho de que Jesús es el Señor, tal vez porque necesitamos la seguridad de que Él tiene el control de todo (y de nuestras vidas también). Otras veces, la palabra acentuada es «Jesús»: Señor Jesucristo, (Hijo de Dios), ten piedad de mí, (que soy pecador). En ese caso, señalan, sentimos la necesidad de apelar personalmente más a su naturaleza humana, la que es más probable que comprenda nuestros problemas y carencias humanas, tal vez porque estamos pasando por situaciones personales difíciles. Del mismo modo, si se enfatiza la palabra «Cristo» puede ser que necesitemos apelar a Jesús como Mesías y Mediador, entre los humanos y Dios Padre, etc. Si se subraya la palabra «Hijo», quizá reconozcamos más la relación de Jesús con el Padre. Si se acentúa «de Dios», entonces podríamos darnos cuenta más de la unidad de Jesús con el Padre. Un «ten piedad de mí» acentuado muestra una necesidad específica o urgente de piedad. Un «que soy pecador» acentuado (o el «pecador») podría significar que hay un descubrimiento actual particular de la naturaleza humana pecadora o una necesidad particular de perdón.

Para hacer este tipo de autoanálisis es mejor empezar a recitar la oración de forma relajada y natural durante unos minutos (para que la observación no sea conscientemente «forzada»), y luego empezar a prestar atención a la entonación como se ha descrito anteriormente.

Además, una persona puede querer acentuar conscientemente una de las palabras de la oración en particular cuando quiere expresar un sentimiento consciente de la situación. Así, en momentos de necesidad, enfatizar la parte «ten piedad» puede ser más reconfortante o más apropiado. En tiempos de fracaso, la parte «un pecador», etc. ....).

### Niveles de la oración

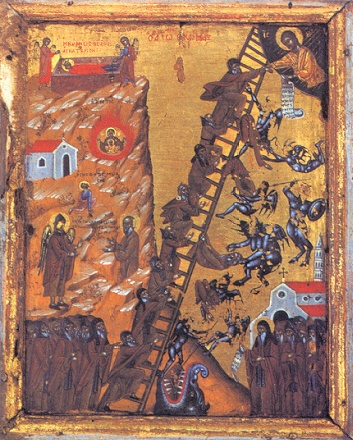
Icono de La escalera del divino ascenso (los pasos hacia la theosis descritos por Juan Clímaco) que muestra a monjes ascendiendo (y cayendo de) la escalera hacia Jesús

Paul Evdokimov, filósofo y teólogo ruso del siglo XX, escribe sobre el modo de orar de los principiantes: inicialmente, la oración es emocionada porque el ser humano es emotivo y se expresa un flujo de contenidos psíquicos. En su opinión esta condición proviene, para las personas modernas, de separar la mente del corazón: «El parloteo esparce el alma, mientras que el silencio la reúne». Los antiguos padres condenaban las fraseologías elaboradas, pues una palabra bastó para el publicano, y una palabra salvó al ladrón en la cruz. Solo pronunciaron el nombre de Jesús por medio de quien contemplaban a Dios. Para Evdokimov la fe actuante niega cualquier formalismo que se instale rápidamente en la oración externa o en los deberes de la vida; cita a Serafín de Sarov: «La oración no es completa si el hombre está cohibido y es consciente de que está rezando».
«Dado que la oración es una realidad viva, un encuentro profundamente personal con el Dios vivo, no debe limitarse a una clasificación determinada o a un análisis rígido», afirma un catecismo en línea. Como pautas generales para el practicante, los padres ortodoxos distinguen diferentes números de niveles (tres, siete o nueve) en la práctica de la oración. Estos niveles deben considerarse puramente informativos, porque la práctica de la Oración del Corazón se aprende bajo  guía espiritual personal en la Ortodoxia Oriental, que hace hincapié en los peligros de las tentaciones cuando se hace por cuenta propia. Así, Teófanes el Recluso, un escritor espiritual ruso del siglo XIX, habla de tres etapas:
1. La oración oral (la oración de los labios) es una simple recitación, todavía externa al practicante.
2. La oración concentrada, cuando «la mente se concentra en las palabras» de la oración, «pronunciándolas como si fueran propias».
3. La oración del corazón propiamente, cuando la oración ya no es algo que hacemos sino que somos.

Una vez conseguido esto se dice que la Oración de Jesús se convierte en «autoactiva» (αυτενεργούμενη): Es repetida automática e inconscientemente por la mente, convirtiéndose en un hábito interno como una (beneficiosa) melodía pegadiza. El cuerpo, a través de la pronunciación de la oración, la mente, a través de la repetición mental de la oración, se unifican así con «el corazón» (espíritu) y la oración se vuelve constante, «sonando» incesantemente en el fondo de la mente, como una música de fondo, sin entorpecer las actividades cotidianas normales de la persona.
Más exactamente, según la experiencia de los que han llegado al nivel de la oración incesante —por ejemplo, los monjes del Monte Athos, pero no solo ellos—, esto puede dividirse aún más en la Oración de la Mente, el nivel en el que la oración se dice incesantemente en las partes racionales (intelecto—también llamado mente—y lógica) del alma y, si el o la practicante avanza más, entonces la gracia unirá las partes racionales con las partes irracionales del alma (parte inflamatoria y parte apetitiva) y entonces la oración se llama «La Oración del Corazón».
Otros, como el padre archimandrita Ilie Cleopa, uno de los padres espirituales más representativos de la espiritualidad monástica rumana ortodoxa contemporánea, hablan de nueve niveles (ver Enlaces externos). Se trata del mismo camino hacia la theosis, más detalladamente diferenciado:
1. La oración de los labios.
2. La oración de la boca.
3. La oración de la lengua.
4. La oración de la voz.
5. La oración de la mente.
6. La oración del corazón.
7. La oración activa.
8. La oración que todo lo ve.
9. La oración contemplativa.

En su uso más avanzado, el monje pretende llegar a una práctica sobria de la Oración de Jesús en el corazón libre de imágenes. Es a partir de esta condición, llamada por Juan Clímaco y por Hesiquio la «guardia de la mente», que el monje es elevado por la gracia divina a la contemplación.